# Ура Кидане Мехрет

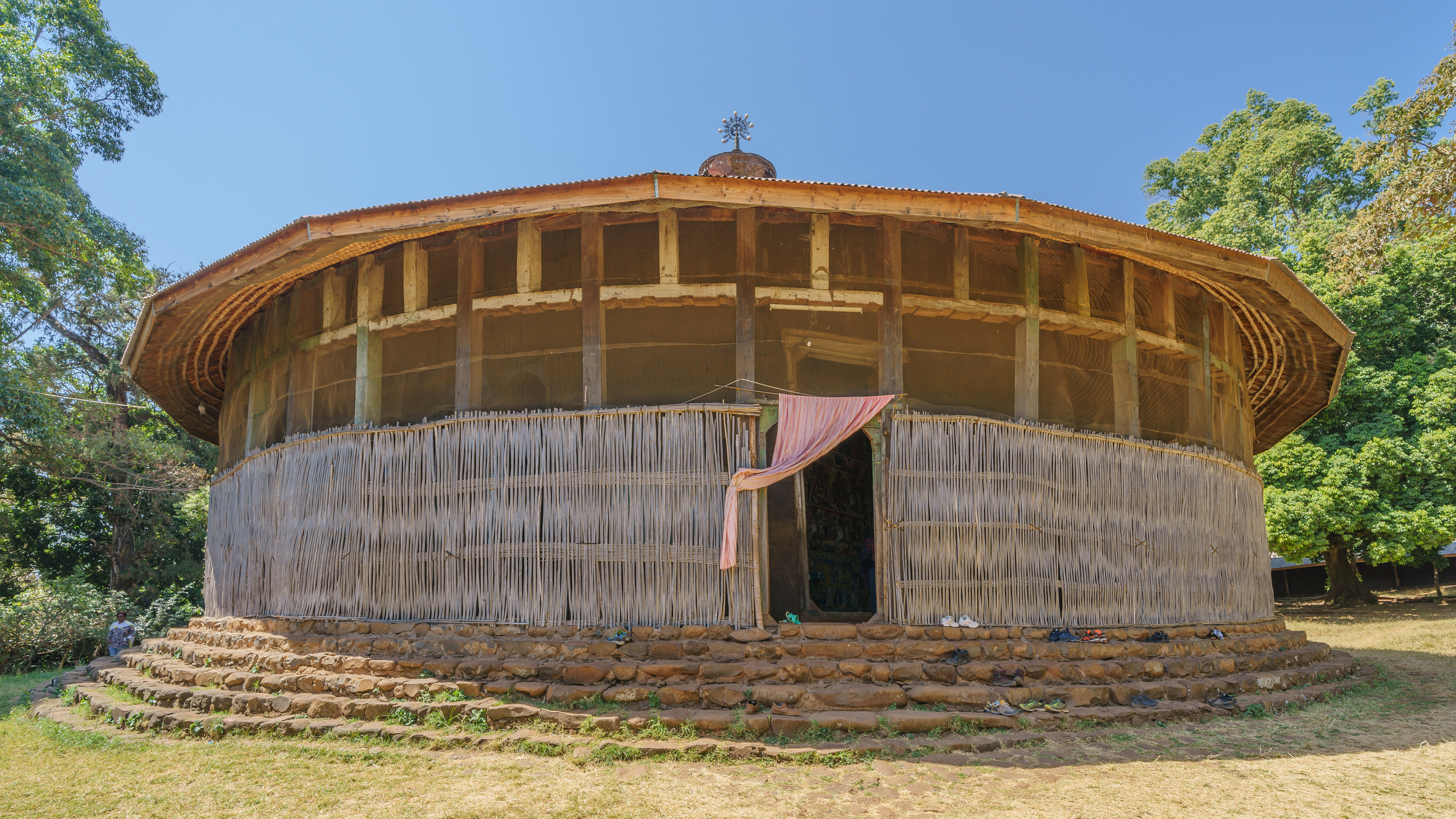
Церковь Ура Кидане Мехрет

Ура Кидане Мехрет — церковь на полуострове Зеге озера Тана, одно из строений монастыря Милосердия, посвящённого Георгию Победоносцу как небесному покровителю Эфиопии.
Монастырь основал Бетре Мариам в XIV веке, церковь же датируется XVI веком, современный вид здание приняло в XVII веке. Внутри стены храма украшены фресками на библейские мотивы и сюжетами из жизни эфиопских святых.
В соседнем строении расположена казна монастыря и одеяния императоров (Йоханныса IV, Теодроса II и пр.) и их членов семьи.
Ура Кидане Мехрет, наряду с монастырями Кебран Габриэль XIII века и Нарга Селассие на острове Дек XVII века, являются наиболее посещаемыми туристами местами на озере Тана. Большинство из них приезжают из города Бахр-Дар. В отличие от большинства островных монастырей, в монастырь Милосердия разрешён вход женщинам.
Монахи передвигаются по озеру на папирусных лодках. Именно здесь Тур Хейердал заготавливал материал для строительства «Ра» и «Ра-2».

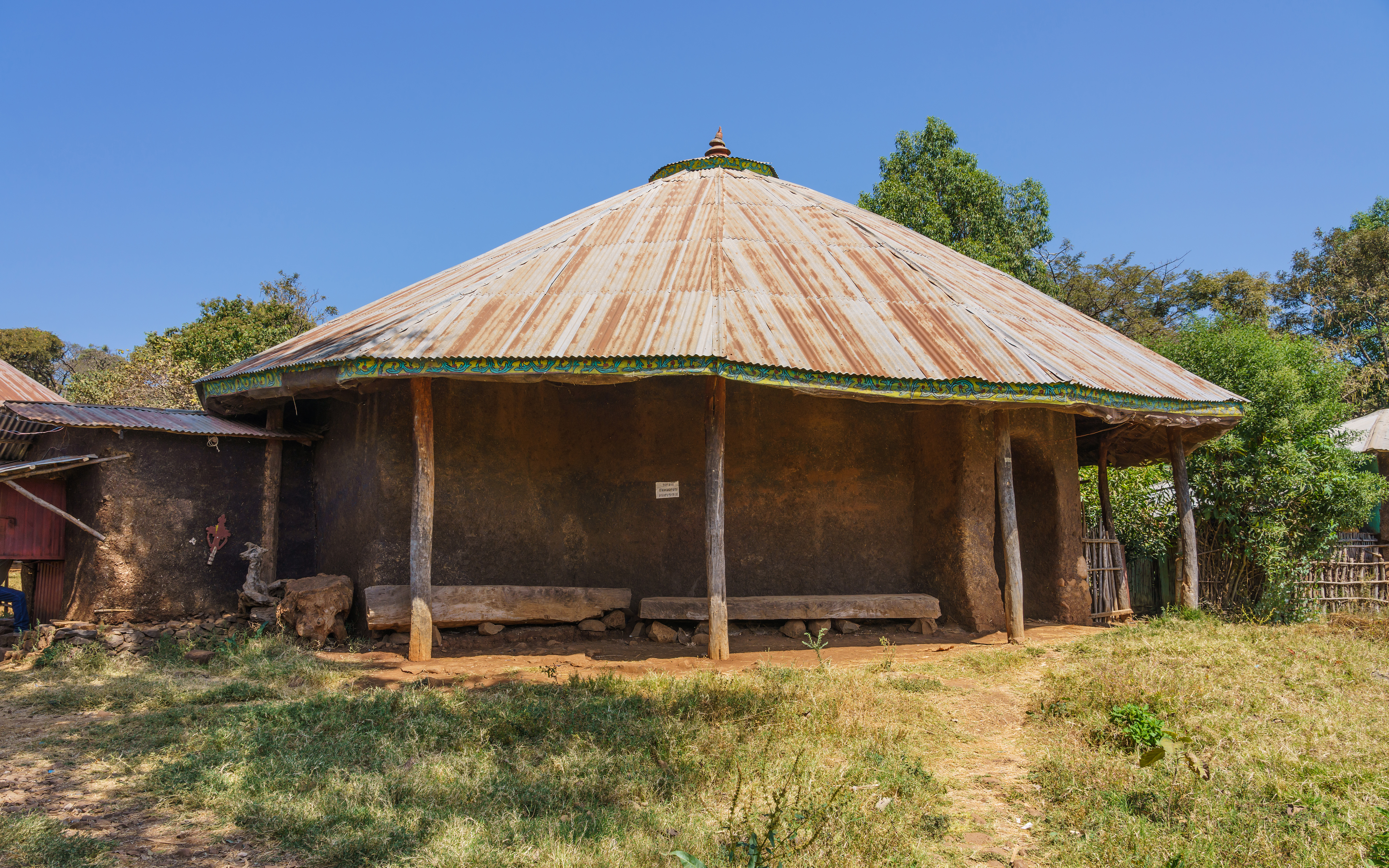
Здание в монастыре
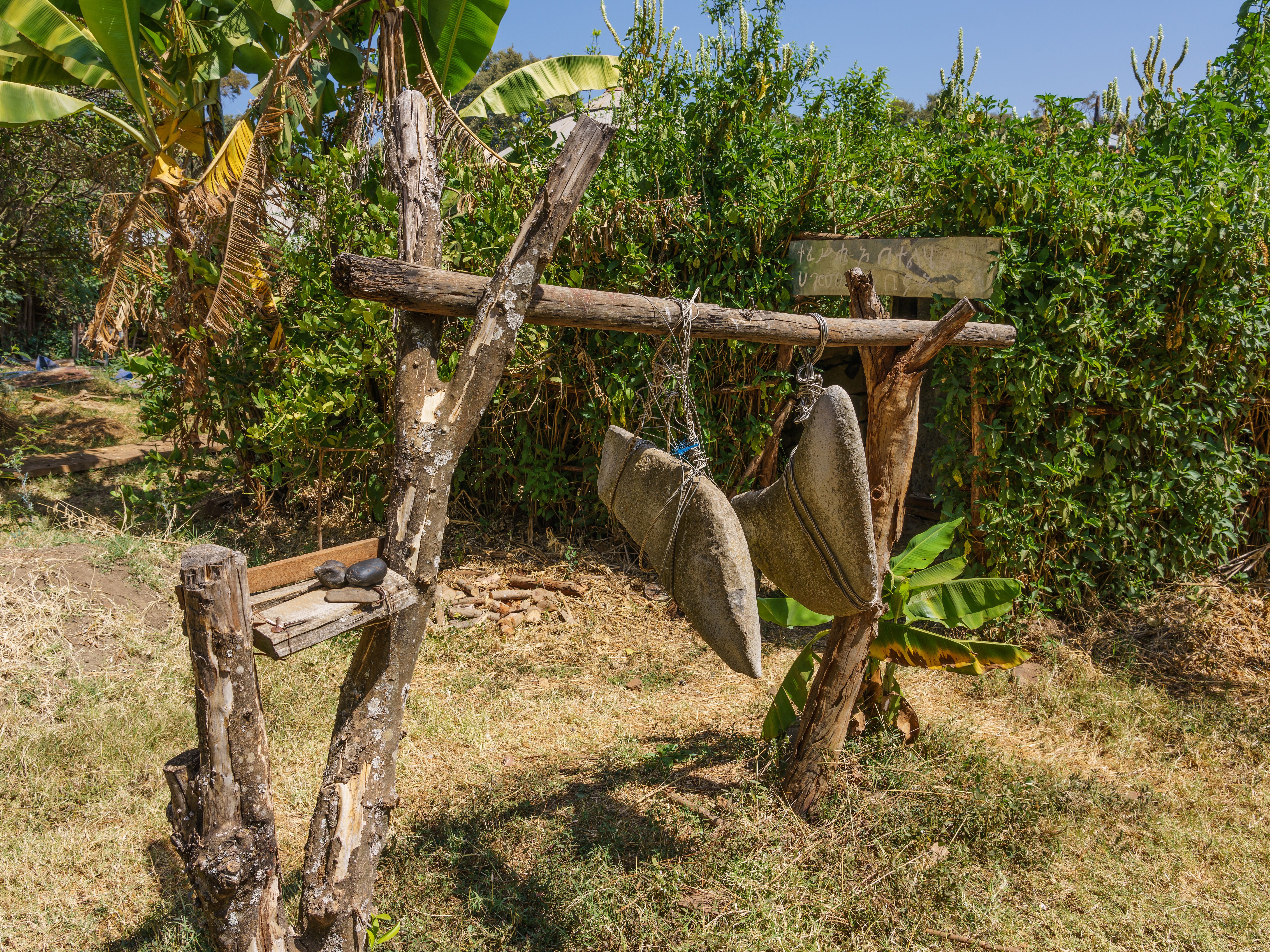
Колокола
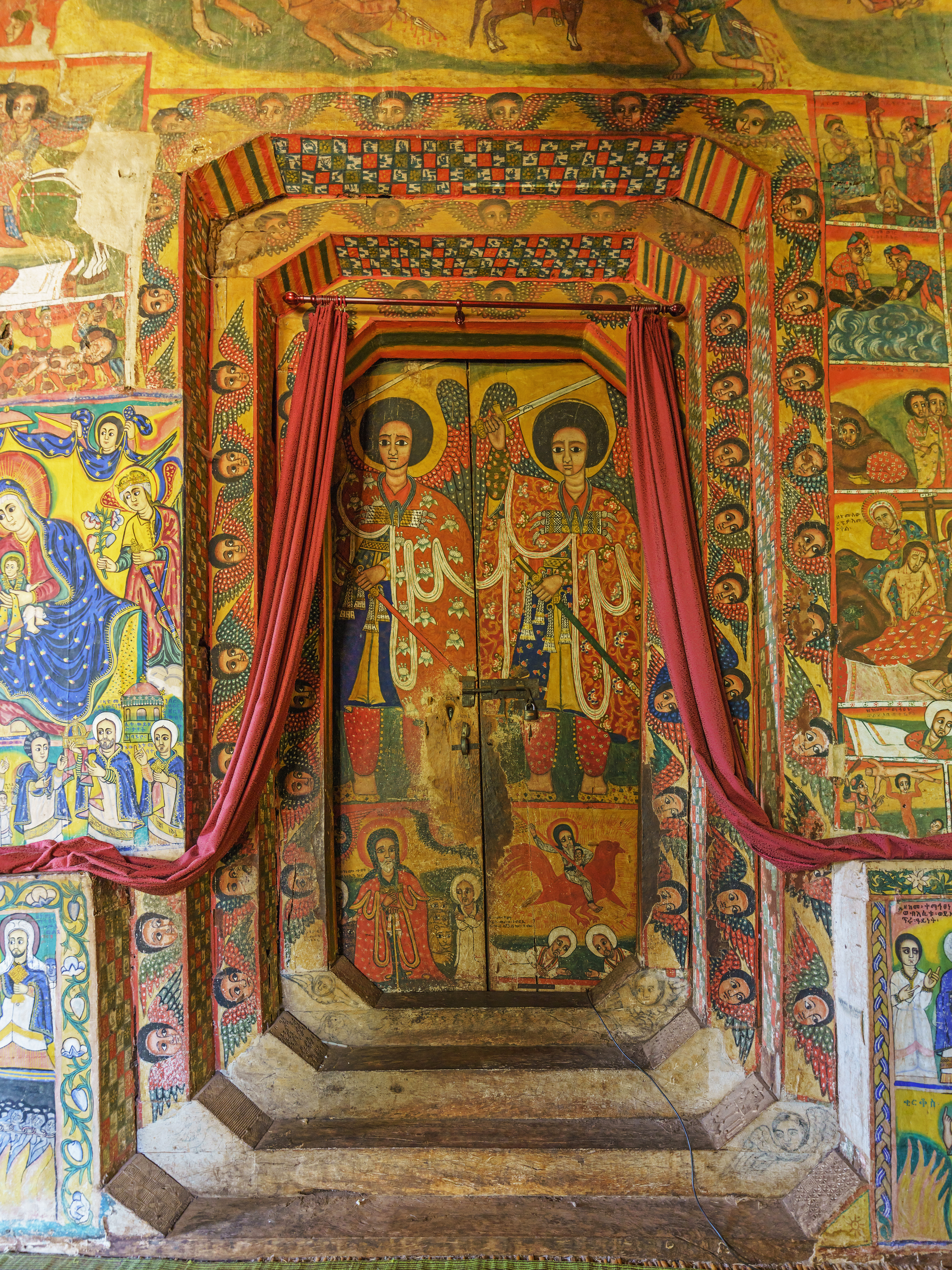
Интерьер церкви
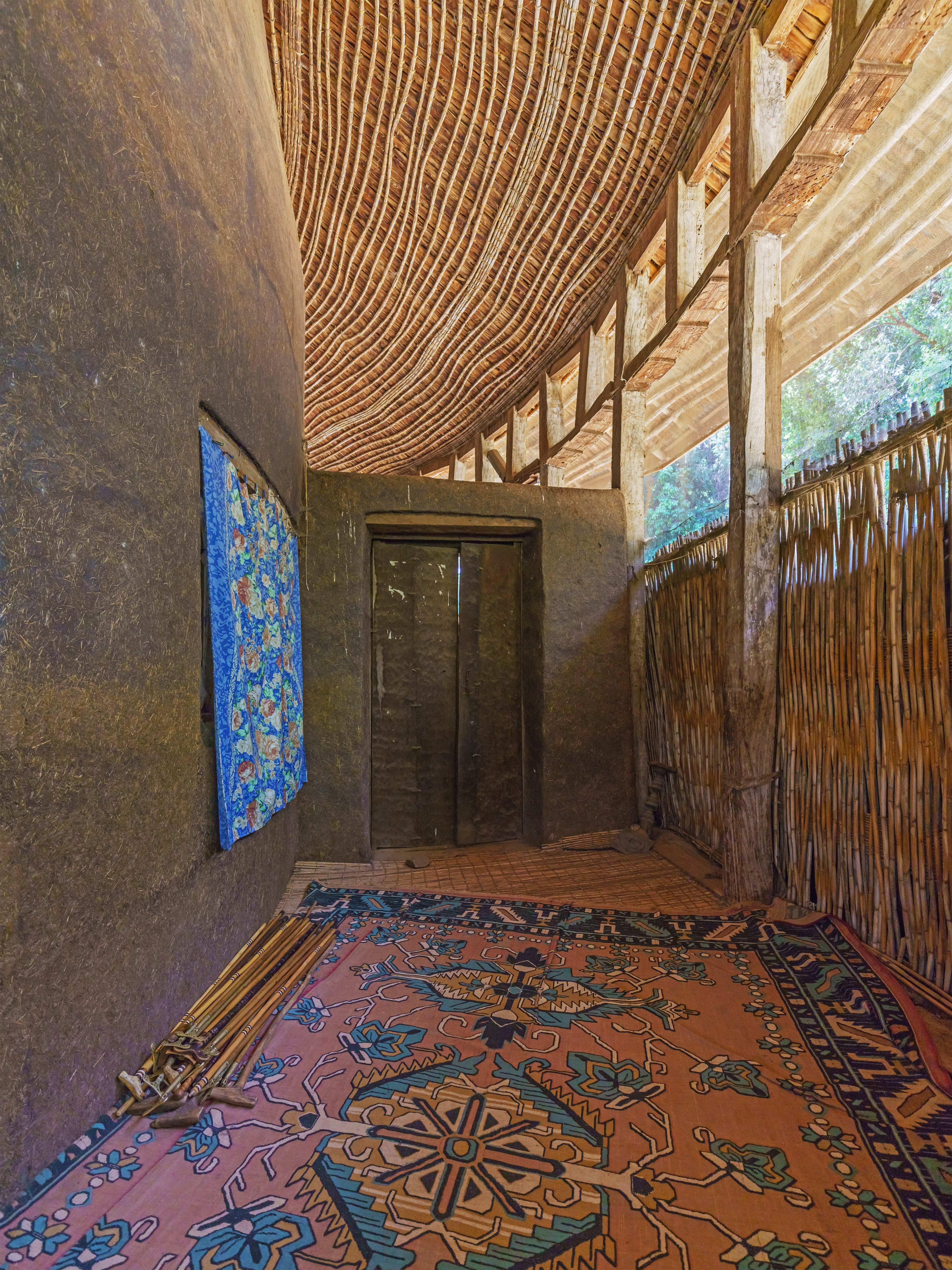
Интерьер церкви
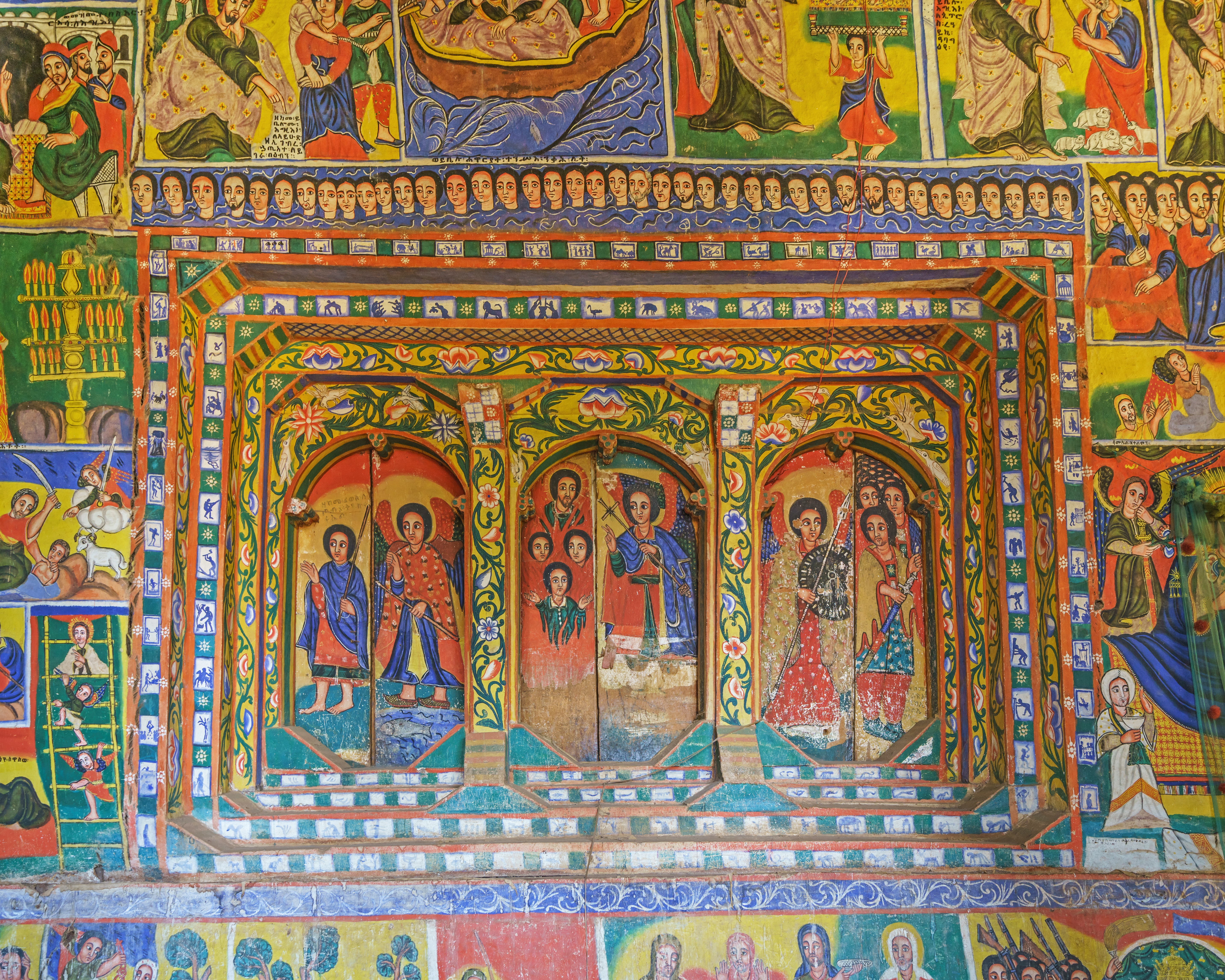
Интерьер церкви